# Карденас, Эльса
Эльса Карденас Рентерия исп. Elsa Cárdenas Rentería (3 августа 1935, Тихуана, Нижняя Калифорния, Мексика) — мексиканская и американская актриса, внёсшая огромный вклад в историю мексиканского кинематографа, 116 ролей в кино и телесериалах, актриса «Золотого века мексиканского кинематографа».

## Биография

### 1935—1953: первые годы жизни
Родилась 3 августа 1935 года в Тихуане, в семье Виктора Карденаса и Ортенсии Рентерии. Несмотря на то, что она родилась в Тихуане, она не жила там долгое время, так как из-за некоторых обязательств, она вместе со своими родителями и сестрой переехали в Ногалес (Сонора). В 1938 году, в возрасте трёх лет будущая актриса потеряла своего папу. После смерти папы, она была вынуждена вернуться в Тихуану к родне по папиной линии. Поскольку Тихуана находится фактически у границы с США, в то время для пересечения границы с США не требовался паспорт, будущая актриса окончила своё дошкольное образование в США, где она научилась читать и молиться на английском языке. В 1939 году, в возрасте четырёх лет при поддержке своих тёток, она начала делать первые шаги в искусстве, работая декламатором стихов в радиопрограмме «Время историй», где она представила себя как «маленькая Берта Сингерман», где отработала вплоть до 1943 года. В 1943 году, когда ей исполнилось восемь лет, родственники увезли её жить в Мехико, где записали ее в «Терезианскую школу Святого Сердца Иисуса», католическую школу-интернат, где она получила начальное образование и где она также ставила спектакли с помощью своих товарищей по школе-интернату. Школу-интернат будущая актриса окончила в 1953 году.

### 1953—1959: дебют в мексиканском кинематографе и актёрский успех
После окончания средней школы будущая актриса планировала изучать химию и стать химиком, но родной дедушка по папиной линии отговорил её от этого. Из-за этого по совету родного дедушки, будущая актриса захотела получить образование в двух профессиональных областях, которые его интересовали, и таким образом по утрам он ходил в среднюю школу и изучал техническую степень по декорированию в католической школе Universidad Motolinía, тайно солгав своей семье, сказав им, что она ходила на уроки английского языка, а во второй половине дня училась на актрису в Академии Андреса Солера, принадлежащей Национальной ассоциации актеров (ANDA), учреждении, которое она платила себе заработанными деньгами. В 1953 году, когда ей исполнилось 18 лет, она решила отказаться от своей художественной карьеры, чтобы полностью погрузиться в актёрское мастерство, потому что в школе, где она изучала вышеупомянутую профессию, её попросили бросить актерское мастерство. Когда её семья узнала о её решении и о том, что она солгала о том, что изучает английский язык, это вызвало их гнев, особенно её деда по папиной линии, поскольку именно он оплатил ей учебу на декоратора и сделал ей выговор, сказав, что «в его семье не было клоунов, и если бы она захотела быть клоуном, то была бы клоуном одна». Однако родственники по маминой линии одобрили её выбор, впоследствии и родственники по папиной линии поддержали её, помогая покрыть расходы на ее актерскую школу, и в конце концов усилия принесли свои плоды — в 1953 году она дебютировала в мексиканском профессиональном кино, сыграв Марию Хосефу Хуарес, сестру бывшего президента Мексики Бенито Хуареса, в биографическом фильме о последнем «Молодой Хуарес», премьера которого состоялась в 1954 году. С тех пор актриса снялась в 116 работах в кино и телесериалах.
В 1950-е годы актриса выучила английский язык и в связи с этим актриса попала в Голливуд и снялась в фильме «Гигант».

### 1959—1971: стремительное продолжение актёрской карьеры
В 1959 году дебютировала в телесериалах США, а в 1960 году и в телесериалах Мексики.
В 1962 году она прошла прослушивание вместе с певцом и актером Элвисом Пресли в американском фильме «Веселье в Акапулько». Благодаря своим актерским способностям и помощи своего тогдашнего бойфренда, американского актера Бадда Боттичера, ей удалось получить роль Долорес Гомес, любовницы Майка Виндгрена, персонажа Элвиса в фильме. Актриса работала на две страны — Мексику и США.

### 1971—2015: продолжение актёрской карьеры и постепенный закат
По словам актрисы, в 1971 году, сделав выдающуюся карьеру актрисы как в Мексике, так и в США, она решила завершить академическое обучение. Таким образом, она закончила открытую среднюю школу при средней школе, расположеной в государственном департаменте Министерства труда и социальной защиты (СТПС). Окончив среднюю школу, она сдала вступительный экзамен на степень бакалавра, чтобы приступить к обучению в Национальном автономном университете Мексики (UNAM), который она успешно сдала, и впоследствии она поступила на факультет политических и социальных наук, где училась в вечернюю смену. В 1975 году она вышла замуж во второй раз за Альваро Торребланку Отави, юриста, который был ее другом в подростковом возрасте. способный стать отцом их единственной дочери Паолой Карденас. Этот факт позволил ей посещать занятия и учиться по субботам, чтобы иметь возможность заботиться о ней, а также помогло ей выполнять свой график как актрисы. Наконец, в 1987 году она закончила учебу и получила диплом специалиста по связям с общественностью, помимо уже имеющегося опыта работы, поскольку во время обучения она работала в сфере координации коммуникаций его факультета сначала техническим секретарём, а затем ученым секретарём. Зарекомендовав себя как актриса в профессиональном и академическом плане, она оставалась активной актрисой вплоть до 2015 года. В 1988 году она была номинирована на премию TVyNovelas в номинации «лучшая выдающаяся актриса» за роль в телесериале «Цена славы»

### 2015-н.в.: жизнь после кинематографа
С 2015 года актриса вышла на пенсию и порвала с кинематографом.

## Личная жизнь
Актриса Эльса Карденас была официально замужем дважды.
| Годы замужества           | Имя супруга               | Статус замужества                          | Наличие детей и их имена |
| ------------------------- | ------------------------- | ------------------------------------------ | ------------------------ |
| 1957-58                   | Гай Престон Паттон        | Развод                                     | Нет                      |
| 1962-64; гражданский брак | Бадд Боттичер             | Разрыв отношений                           | Нет                      |
| 1962; любовный роман      | Элвис Пресли              | Разрыв отношений                           | Нет                      |
| 1975-2009                 | Альваро Торребланка Отави | Окончание брака в связи со смертью супруга | Паола Карденас           |

## Фильмография

### Телесериалы
| Год        | Название телесериала | Роль                  |
| ---------- | -------------------- | --------------------- |
| 2008-09    | Огонь в крови        | Мать-настоятельница   |
| 2008-н. в. | Роза Гваделупе       | Глория                |
| 2009-10    | Море любви           | Лусиана де Ирасабаль  |
| 2010-11    | Тереза               | Директор Фонда Палома |
| 2012-13    | Настоящая любовь     | Судья                 |
| 2014-15    | До конца света       |                       |
| 2015       | Непростительно       | Ховита                |

### Фильмы
| Год  | Название телесериала                      | Роль                                               |
| ---- | ----------------------------------------- | -------------------------------------------------- |
| 1982 | Andante spianato (не переводится)         |                                                    |
| 1984 | Дурак, творивший чудеса; Мама, я Пакито   | Мама Жаклин; Ребека Фалькон                        |
| 1988 | Креветки                                  | Эпизод                                             |
| 1989 | День горничных                            | Эпизод                                             |
| 1990 | Сердце для двоих; Трагическая пятница     | В обоих фильмах актриса сыграла эпизодические роли |
| 1992 | Жестокие отношения; Убийственный психопат | Эпизод; Зрелая женщина                             |
| 2011 | Письма к Елена                            | Виеха Мадригаль                                    |